# Molí de Vallcebre
El Molí de Vallcebre és una obra del municipi de Vallcebre (Berguedà) inclosa en l'Inventari del Patrimoni Arquitectònic de Catalunya.

## Descripció
Es tracta d'una construcció de reduïdes dimensions, que segueix l'esquema d'una masia d'estructura clàssica amb coberta a dues vessants i el carener perpendicular a la façana de migdia. Té poques finestres i són quadrangulars.
Els murs de maçoneria irregular estan arrebossats des de finals del segle xx, quan la casa es va habilitar com a segona residència. El molí fou transformat anul·lant la bassa, el rec i part del cacau.

## Història
Situat al peu del torrent de Coma Arnau, prop dels cingles o grau de Vallcebre, és un molí fariner construït el segle xviii i que es va mantenir actiu fins a mitjans del segle xx.